# Rama Messinger

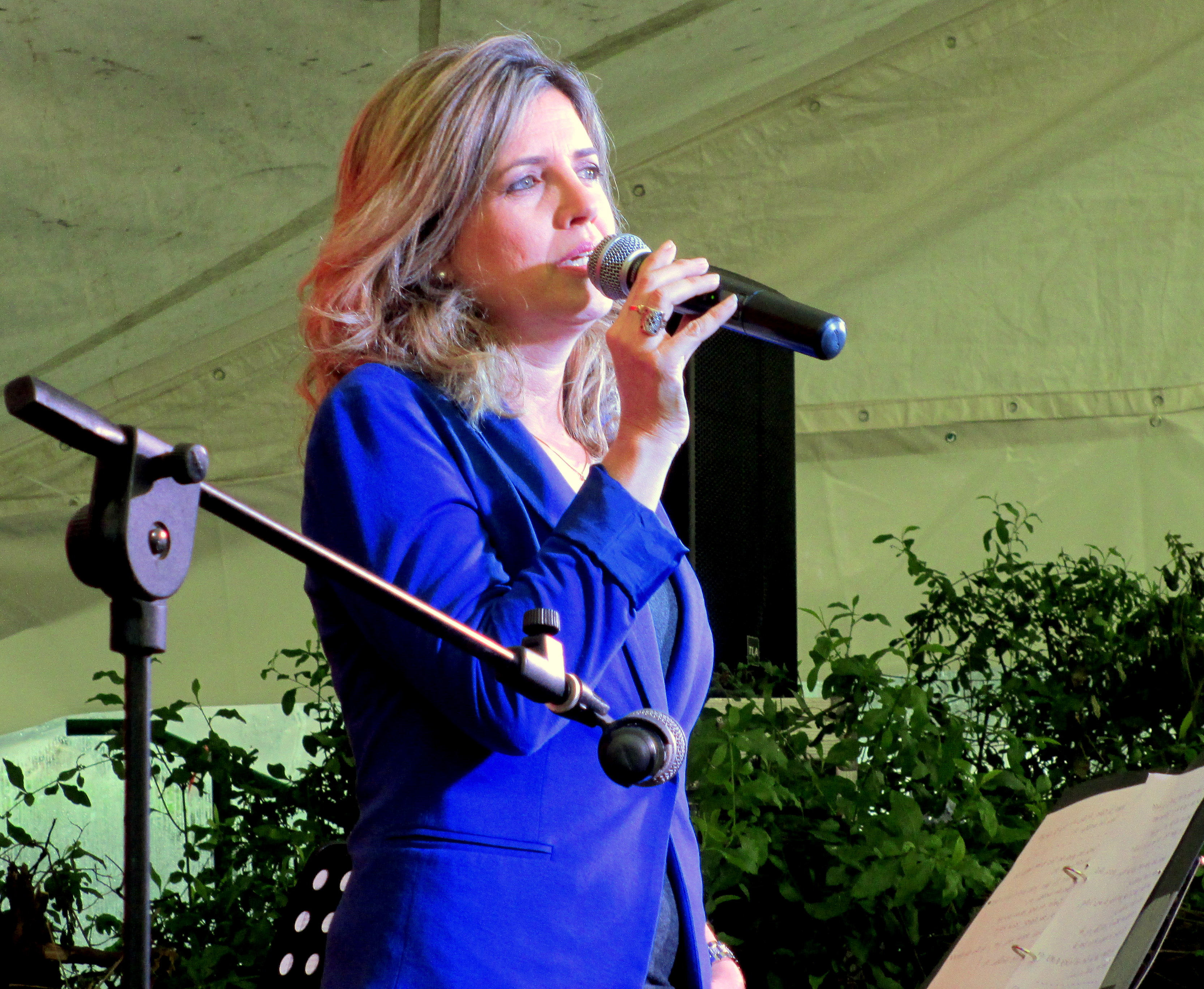
Rama Messinger, 2012

Rama Messinger (hebräisch רמה מסינגר; * 3. September 1968 in Ramat Ef'al, Regionalverband Ef'al; † 18. August 2015 in Tel Aviv-Jaffa) war eine israelische Schauspielerin, Synchronsprecherin und Sängerin.

## Leben
Messinger wurde am 3. September 1968 in Ramat Ef'al bei Ramat Gan geboren. Sie wurde nach ihrem Onkel benannt, einem Pilot der israelischen Luftstreitkräfte, der noch vor ihrer Geburt starb. Sie machte ihren Abschluss an der Thelma Yellin High School of Performing Arts. Sie diente in der israelischen Armee in einer Militärkapelle und besuchte anschließend die Schauspielschule Beit Zvi.
Sie wirkte an verschiedenen Synchronisationsproduktionen mit, darunter Prinzessin Jasmine in der hebräischen Synchronisation von Disney-Verfilmungen zu Aladdin. Des Weiteren übernahm sie unter anderen Sprechrollen in Toy Story 3, Cats & Dogs: Die Rache der Kitty Kahlohr, Ice Age 4 – Voll verschoben oder Die Croods.
Sie gehörte ab den 1990er Jahren zum Ensemble des Habimah. Sie spielte Maria in der israelischen Produktion des Musicals The Sound of Music.
Messinger verstarb am 18. August 2015 im Tel Aviv Sourasky Medical Center im Alter von 46 Jahren an den Folgen einer Krebserkrankung. Sie verbrachte ihre letzten Jahre in dem Moschav Bnei Atarot und hinterlässt einen Mann und die gemeinsamen Kinder.

## Filmografie (Auswahl)

### Schauspiel
- 1982: Parpar Nechmad (Fernsehserie, 2 Episoden)
- 1997: Tzahal 1 (Fernsehserie, 2 Episoden)
- 2005: Ha-Lev Shel Amalia (Fernsehserie)
- 2012: Remez (Kurzfilm)
- 2014: Kochav HaTzafon (Fernsehserie, Episode 1x01)
- 2015: If and When (Mini-Sehserie, 3 Episoden)

### Synchronisationen
- 1992: Aladdin (Zeichentrickfilm)
- 1994: Dschafars Rückkehr (The Return of Jafar, Zeichentrickfilm)
- 1994–1995: Aladdin (Zeichentrickserie)
- 1996: Aladdin und der König der Diebe (Aladdin and the King of Thieves, Zeichentrickfilm)
- 1998: Das magische Schwert – Die Legende von Camelot
- 2001: Die Monster AG
- 2010: Toy Story 3 (Animationsfilm)
- 2010: Cats & Dogs: Die Rache der Kitty Kahlohr (Cats & Dogs: The Revenge of Kitty Galore, Animationsfilm)
- 2012: Ice Age 4 – Voll verschoben (Ice Age: Continental Drift, Animationsfilm)
- 2013: Die Croods (The Croods, Animationsfilm)